# Götz von Langheim

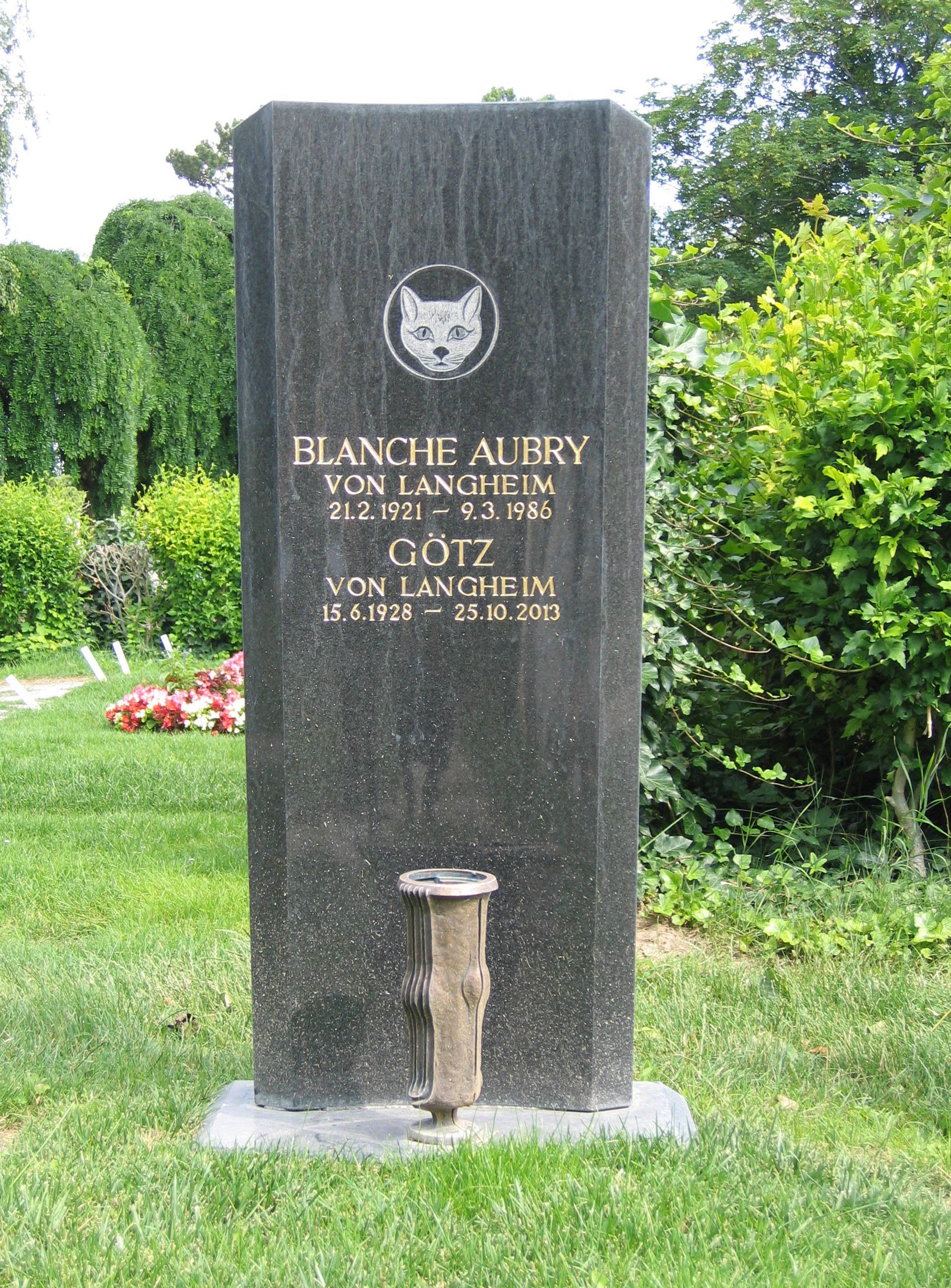
Tumba de Blanche Aubry y Götz von Langheim

Götz von Langheim (15 de junio de 1928 - 25 de octubre de 2013) fue un actor de nacionalidad alemana.

## Biografía
Su nombre completo era Götz Freiherr von Langheim, y nació en Berlín, Alemania. Al final de la Segunda Guerra Mundial hubo de servir como Luftwaffenhelfer de artillería antiaérea, y una vez finalizada la contienda tomó clases de actuación de su madre, Helga Lundberg. En Düsseldorf, sin haber cumplido todavía los veinte años de edad, actuó bajo la dirección de Gustaf Gründgens, cumpliendo más adelante con diferentes compromisos en Osnabrück, Tréveris, Kaiserslautern y Baden-Baden. En el Teatro del Zoo de Fráncfort del Meno trabajó bajo la dirección de Fritz Rémond junior. Otras obligaciones lo llevaron a Hamburgo, ciudad en la que actuó en el Theater im Zimmer y el Kleine Komödie. En los años 1970 y 1980 también actuó en Viena, en el Burgtheater. La imagen sobria y aristocrática de Langheim le llevó a encarnar a menudo a personajes elegantes, en muchos casos uniformados.
A mediados de los años 1950 empezó a recibir ofertas cinematográficas, empezando a trabajar casi al mismo tiempo en la televisión. Von Langheim estuvo casado desde el año 1959 con la actriz suiza Blanche Aubry.
Langheim estuvo muchos años involucrado en el bienestar de los animales y en sus derechos: fue presidente desde 1978 de la organización paraguas "Zentralverband der Tierschutzvereine Österreichs (ZTÖ)" (Asociación Central de Asociaciones Protectoras de Animales de Austria) y miembro de la junta directiva de "Katzenheimes Freudenau" (Hogar del gato Freudenau).
Götz von Langheim falleció en Krems an der Donau, Austria en el año 2013. Fue enterrado en el Cementerio central de Viena.

## Filmografía (selección)
- 1955 : Der Cornet – Die Weise von Liebe und Tod
- 1955 : Unternehmen Schlafsack
- 1959 : Alt-Heidelberg (telefilm)
- 1978 : Holocausto (miniserie TV)
- 1983 : Wagner (miniserie TV)
- 1984 : Weltuntergang (telefilm)
- 1987 : Tatort (serie TV), episodio Pension Tosca oder Die Sterne lügen nicht
- 1988 : Wiener Walzer (telefilm)
- 1988–1989 : Ringstraßenpalais (serie TV)
- 1989 : Feuersturm und Asche (miniserie TV)